# 第48屆柏林影展
第48屆柏林影展（德語：48. Internationale Filmfestspiele Berlin）於1998年2月11日至2月22日於德國柏林舉辦，愛爾蘭導演吉姆·謝里丹執導的《敢愛敢鬥》獲選為開幕片，美國導演法蘭西斯·柯波拉執導的《造雨人》則是閉幕片。

## 評審團
- 班·金斯利：演員。（評審團主席）
- 森塔·貝格爾（德语：Senta Berger）：演員。
- 李焯桃：影評人、香港國際電影節協會藝術總監。
- 張國榮：演員、歌手。
- 海克特·奧利維拉（西班牙语：Héctor Olivera）：導演。
- 海穆特·迪特（德语：Helmut Dietl）：導演。
- 碧姬·虹恩（法语：Brigitte Roüan）：導演。
- 安奈特·因斯多夫（英语：Annette Insdorf）：電影史學家、作家。
- 瑪雅·圖洛夫斯卡婭（烏克蘭語：Туровська Майя Йосипівна）：影評人。
- 毛里齊奧·尼凱蒂（義大利語：Maurizio Nichetti）：演員。
- 麥克·威廉·瓊斯：米拉麥克斯影業主席。

## 官方單元

### 正式競賽
| 片名                 | 原文片名                       | 導演                          | 出品國                             |
| -------------------- | ------------------------------ | ----------------------------- | ---------------------------------- |
| 《敢愛敢鬥》(開幕片) | The Boxer                      | 吉姆·謝里丹                   | 爱尔兰、 美国                      |
| 《芭芭拉的情慾世界》 | Barbara                        | 尼爾斯·馬爾洛斯               | 丹麦、 法罗群岛                    |
| 《謀殺綠腳趾》       | The Big Lebowski               | 喬爾·柯恩                     | 美国、 英国                        |
| 《男孩》             | The Boys                       | 羅旺·伍茲                     |                                    |
| 《屠夫男孩》         | The Butcher Boy                | 尼爾·喬丹                     | 爱尔兰、 美国                      |
| 《中央車站》         | Central do Brasil              | 華特·薩勒斯                   | 巴西、 法國                        |
| 《歐盟風雲》         | The Commissioner               | 喬治·蘇魯澤                   | 英国、 美国、 法國、 德国、 比利时 |
| 《放浪》             | 《放浪》                       | 林正盛                        | 臺灣                               |
| 《女孩之夜》         | Girls' Night                   | 尼克·赫倫                     | 英国                               |
| 《心靈捕手》         | Good Will Hunting              | 葛斯·范桑                     | 美国                               |
| 《激情意外》         | I Want You                     | 麥克·溫特伯頓                 | 英国                               |
| 《黑色終結令》       | Jackie Brown                   | 昆汀·塔倫提諾                 | 美国                               |
| 《珍與她的完美情郎》 | Jeanne et le Garçon formidable | 奧立維耶·杜卡斯第 賈克·馬帝紐 | 法國                               |
| 《歲月留痕》         | Left Luggage                   | 傑宏·克哈貝                   | 荷蘭、 英国、 比利时、 美国        |
| 《大曼波》           | Das Mambospiel                 | 麥克·桂斯德克                 | 德国                               |
| 《裸眼》             | La mirada del otro             | 比森特·阿蘭達                 | 西班牙                             |
| 《法國香頌Di Da Di》 | On connaît la chanson          | 亞倫·雷奈                     | 法國、 英国、 瑞士                 |
| 《感官新世界》       | SADA〜戯作・阿部定の生涯       | 大林宣彥                      | 日本                               |
| 《單手擊掌》         | The Sound of One Hand Clapping | 理察·弗拉納根                 |                                    |
| 《聾人國度》         | Страна глухих                  | 瓦列里·托多羅夫斯基           | 俄羅斯、 法國                      |
| 《最好的人》         | Il testimone dello sposo       | 普皮·艾瓦帝                   | 義大利                             |
| 《太多（少）的愛》   | Trop (peu) d'amour             | 賈克·杜瓦雍                   | 法國                               |
| 《桃色風雲搖擺狗》   | Wag the Dog                    | 巴瑞·李文森                   | 美国                               |
| 《天浴》             | 《天浴》                       | 陳沖                          | 香港、 美国、 臺灣                 |
| 《愈快樂愈墮落》     | 《愈快樂愈墮落》               | 關錦鵬                        | 香港                               |

## 得獎名單
以下為本屆正式競賽單元得獎名單：
- 金熊獎：《中央車站》 - 華特·薩勒斯
- 評審團特別銀熊獎：《桃色風雲搖擺狗》 - 巴瑞·李文森
- 最佳導演銀熊獎：尼爾·喬丹 - 《屠夫男孩（英语：The Boys (1998 film)）》
- 最佳女演員銀熊獎：費爾蘭德·蒙特納哥 - 《中央車站》
- 最佳男演員銀熊獎：山繆·傑克森 - 《黑色終結令》
- 亞佛雷德鮑爾獎：《愈快樂愈墮落》 - 關錦鵬
- 特別藝術成就銀熊獎：亞倫·雷奈 - 《法國香頌Di Da Di》
- 傑出個人成就銀熊獎（編劇、演員）：麥特·戴蒙 - 《心靈捕手》
- 特別提及：
  - 史拉米爾·伊迪亞克（英语：Sławomir Idziak） - 《激情意外（英语：I Want You (1998 film)）》
  - 伊莎貝拉·羅塞里尼 - 《歲月留痕（英语：Left Luggage (film)）》
  - 艾蒙·歐文斯（英语：Eamonn Owens） - 《屠夫男孩（英语：The Butcher Boy (1997 film)）》
- 費比西國際影評人獎：《感官新世界（英语：Sada (film)）》 - 大林宣彥